# 예충
예충(중국어 간체자: 叶冲, 정체자: 葉沖, 병음: Yè Chōng, 한자음: 섭충, 1969년 11월 29일~)은 중화인민공화국의 펜싱 선수, 지도자로 주 종목은 플뢰레이다. 선수 시절 2000년과 2004년 하계 올림픽에서 단체전 은메달을 획득하였다. 은퇴 후 중국 플뢰레 대표팀 감독으로 일했다.